# Erebia tatsiena
Erebia tatsiena är en fjärilsart som beskrevs av Goltz 1934. Erebia tatsiena ingår i släktet Erebia och familjen praktfjärilar. Inga underarter finns listade i Catalogue of Life.